# 近鉄モワ24系電車
近鉄モワ24系電車（きんてつモワ24けいでんしゃ）は、近畿日本鉄道（近鉄）が2006年9月に2410系2411Fの改造により導入した電気計測車である。安全輸送に貢献するため、電車線の摩耗や高さやATSなどの検査を行う車両で、「はかるくん」の愛称が付与されている。

## 改造内容

### 編成
組成は大阪方からクワ25（旧ク2511） - モワ24（旧モ2411）で、クワ25が検測車、モワ24が牽引車となっている。電算記号はMF24。総工費は約4億4000万円。牽引車のモワ24の性能は種車の2410系から変化はなく、110 km/hでの検測が可能である。

### 車体
車体は大幅に改造されており、前面は非貫通の3連窓となり前照灯が中央に寄せられた。側扉は乗務員扉と1か所を残して埋められている。また、側窓は片側3箇所に減らされている。塗装は白と黄色の塗り分けとなり、「はかるくん」のロゴが貼られている。
検測車のクワ25形には、計測用パンタグラフと前方・架線監視用モニタ、各種計測機器、無停電電源装置、計測結果出力用のデスクトップパソコン、レーザープリンターなどが設置されている。編成両端には、運転台とビデオカメラが設置されている。

### 車内
車内は座席等をすべて撤去の上、内装をリニューアルしている。
クワ25では運転台側に高圧室が設けられた他、隣接してトロリ線摩耗・偏位測定装置やトロリ線高低差検出器を備えている。出入口扉から連結面側に測定台があり、ATS地上子測定装置、測定台、トロリ線交差部高低差制御装置、電界強度測定装置、無停電電源装置の順に機器が並んでいる。架線検測では電車線の摩耗や高さ、離線衝撃検出などが行われ、あらかじめ設定した測定値を超えた場合は自動的に検出できる仕組みである。
ATS検測装置では、ATS地上子の検測が行われる他、電界強度測定装置では電波の強弱を測定し、電波の弱い区間を判断している。
運転台は2410系時代と大差はないが、クワ25では南大阪線や養老鉄道線で使用するマスコンも装備し、これらの路線を走る際に交換している。一方、モワ24には検測機器はほとんどなく、クワ25と同じく床下に検測用のATS車上子を設けた程度であり、車内に座席などはなく、貨物搭載時の収納スペースとしている。

### 台車・主要機器
クワ25は台車の交換により標準軌線・狭軌線の全線での走行が可能であり、台車は標準軌ではKD-66Aを、狭軌ではKD-61CKを装着する。
一般車との併結のため、クワ25の連結面側の連結器には電気連結器も併設されている。

## 運用
登場により、検査項目の追加や老朽化した検測機能の持つ保守用車の置き換えが行われた他、電気系統の電路・信号・通信の3部門で個別に行われていた検測作業の集約を図っている。なお、電気検測の内容として、電路部門が架線検測、信号部門がATS検測、通信部門が列車無線の電界強度検測を行っている。
改造当初は富吉検車区に配置されていたが、2013年9月に明星検車区へ所属変更された。2019年4月現在の配置は明星検車区である。きんてつ鉄道まつりなどで一般公開される。
狭軌線の検測時はクワ25単独での自走が出来ないため、南大阪線では6200系の3両編成に、養老線では610系の2両編成に併結して検測している。南大阪線では当初は6219Fと6221Fが併結車として充当されていたが、6221Fが観光特急「青の交響曲（シンフォニー）」用の16200系に改造されたため、2016年に6211Fが併結対応車に改造された。

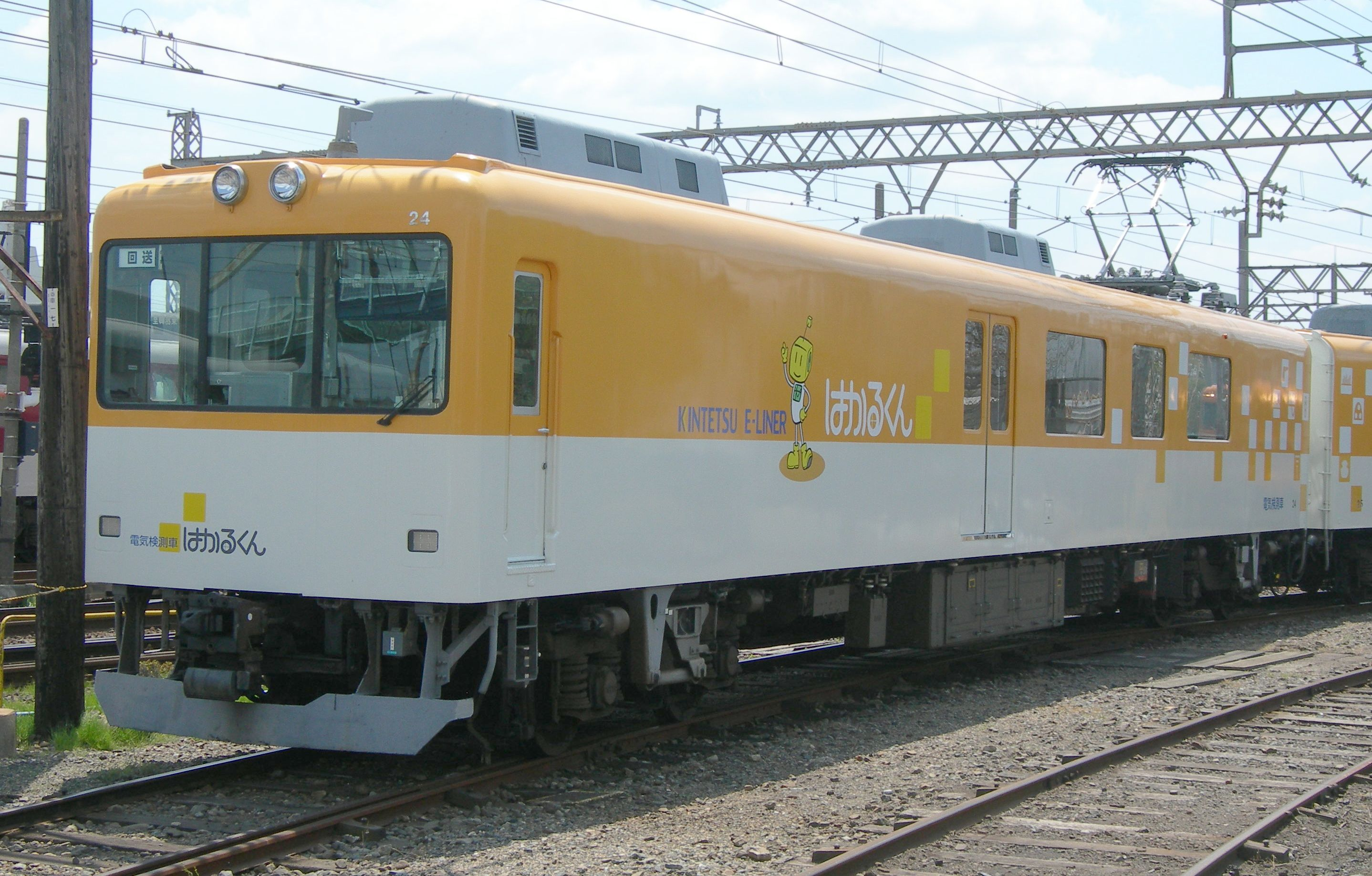
モワ24
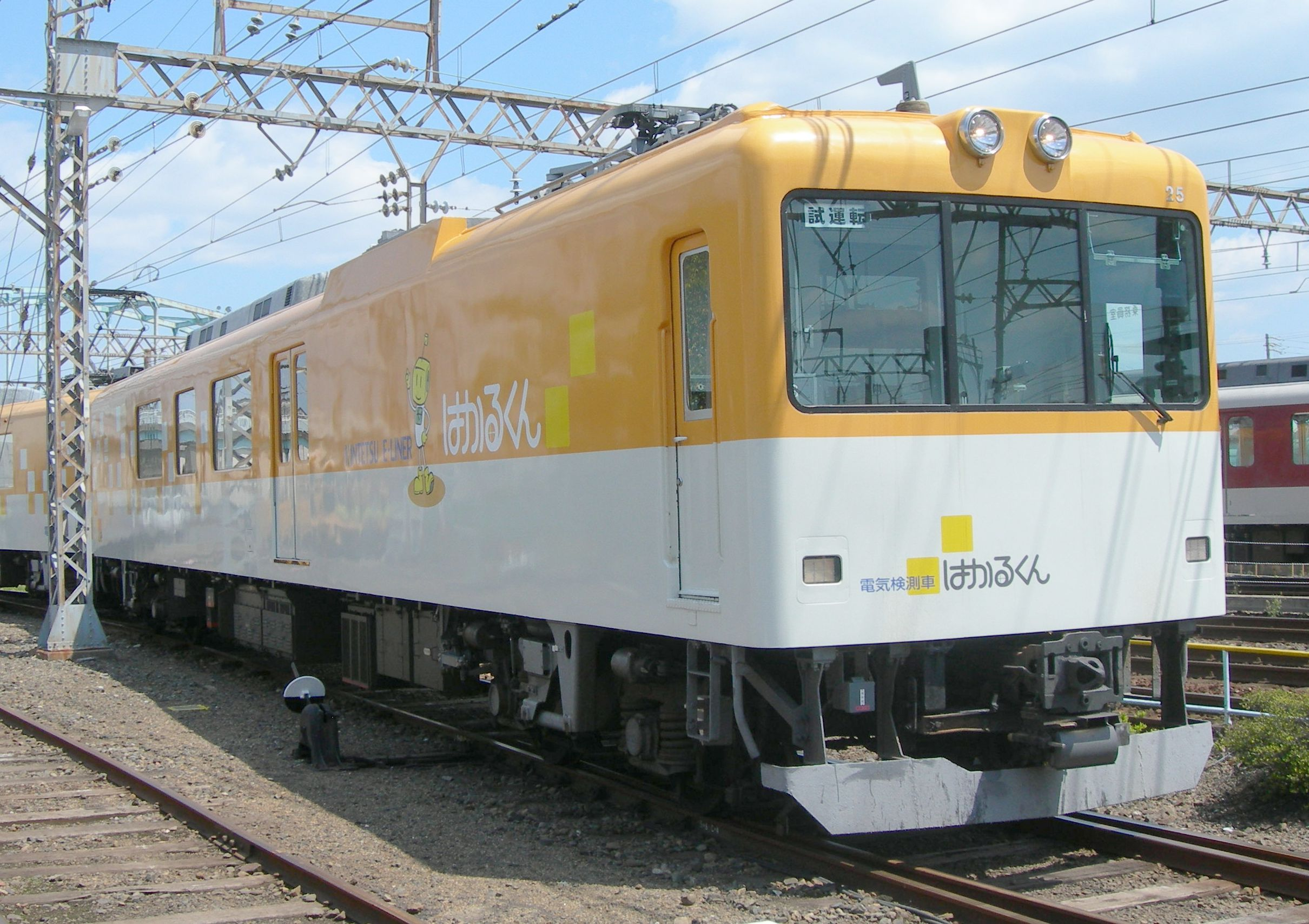
クワ25
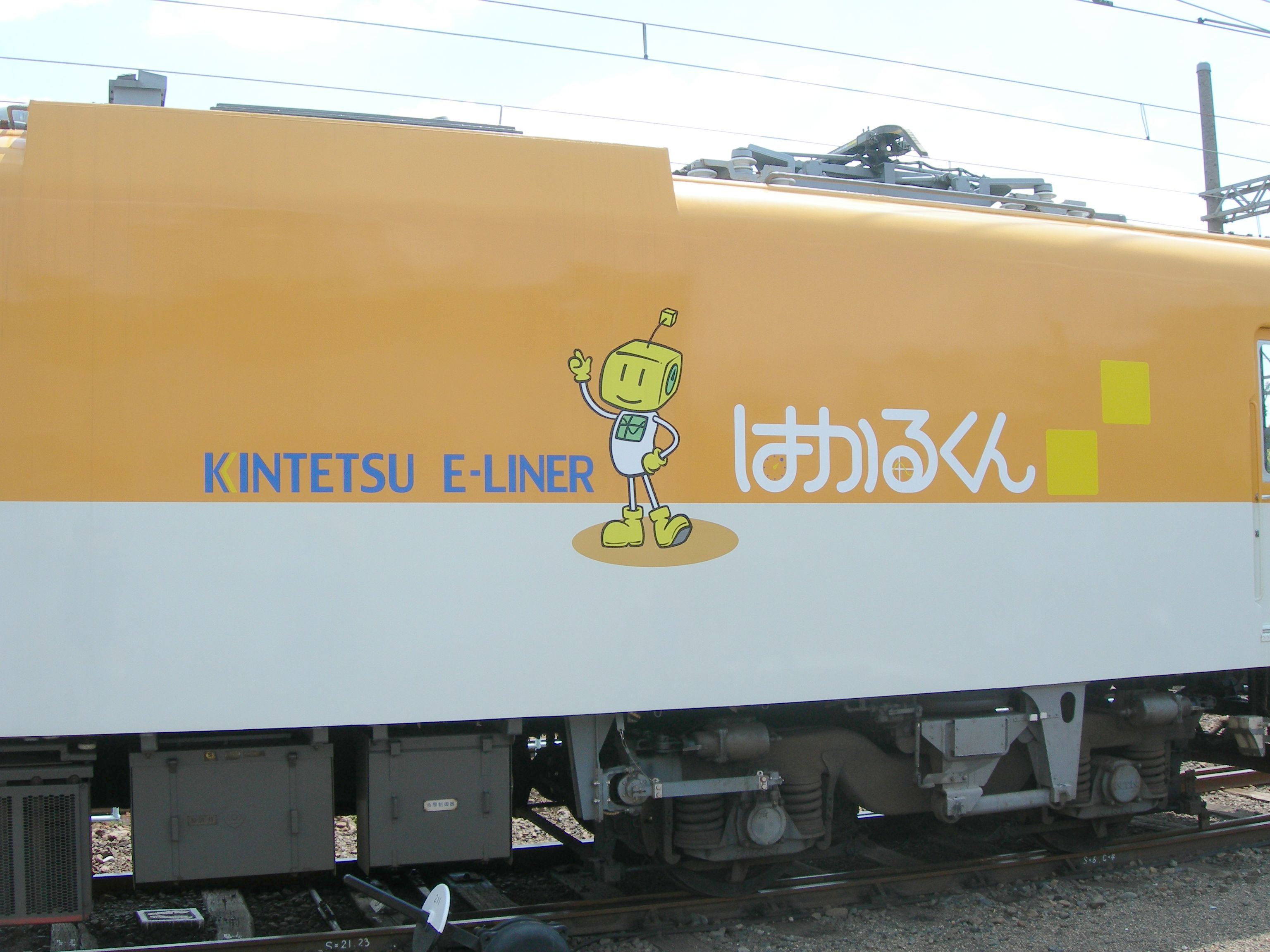
クワ25 車体側面
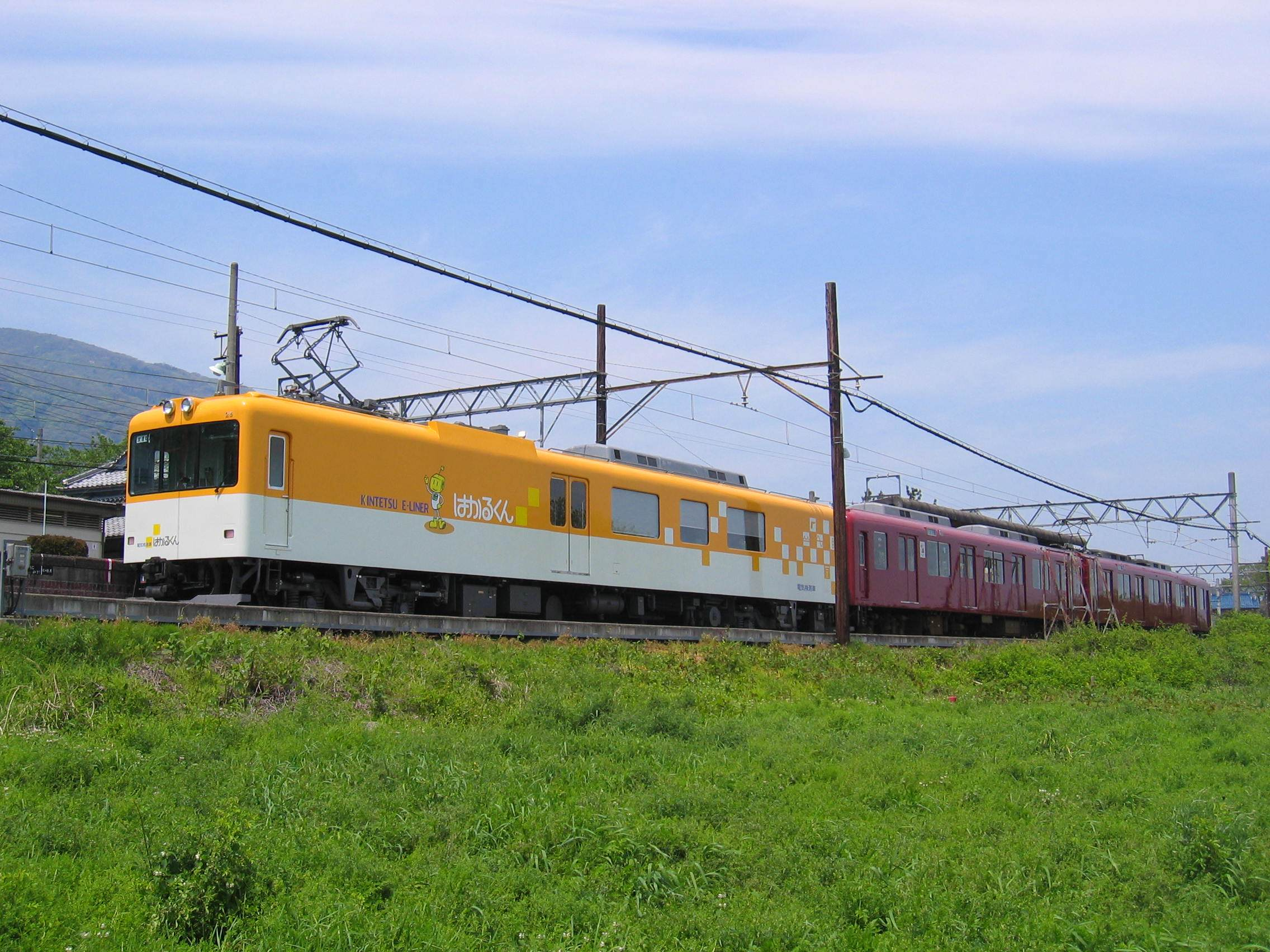
養老線で610系と併結した検測列車（養老駅）